# Имаш поща
„Имаш поща“ е телевизионно предаване с водещ Гала и ко-водещ пощальонът Пейо Филипов. Излъчва се по Нова телевизия в продължение на три години в периода 2005 – 2008 г. През септември 2012 г. предаването се завръща в ефир, а през март 2013 г. е окончателно спряно.

## Регламент
Предаването се опитва да помогне на всеки който иска да намери близък или приятел с когото е загубил връзка от години, прекъснал всякакви взаимоотношения с родител, дете, брат, сестра и това му тежи, проблем в общуването с човек на когото държи или просто иска да благодари на някого който се е жертвал за него.
Пощальонът Пейо доставя лично писмата на всички които са решили да открият изгубения приятел, съученик, роднина в която и да е точка на България да е човекът. Получателят обаче няма да знае кой е този който го издирва, докато не стъпи в студиото на предаването.